# Juraj Kolnik
Juraj Kolnik, född 13 november 1980 i Nitra, Slovakien, är en slovakisk-kanadensisk före detta professionell ishockeyspelare (forward).
Han har spelat 250 matcher i National Hockey League och gjort totalt 95 (46+49) poäng.